# 癸公
癸公（きこう）は、斉の君主。周の懿王末年に薨去し、子の哀公が跡を継いだ。